# Danh sách di sản văn hóa Tây Ban Nha được quan tâm ở tỉnh Murcia
Danh sách di sản văn hóa Tây Ban Nha được quan tâm ở tỉnh Murcia.
| Tên                                                        | Dạng                                                                                      | Địa điểm                             | Tọa độ                                        | Số hồ sơ tham khảo? | Ngày nhận danh hiệu? | Hình ảnh                                                                                    |
| ---------------------------------------------------------- | ----------------------------------------------------------------------------------------- | ------------------------------------ | --------------------------------------------- | ------------------- | -------------------- | ------------------------------------------------------------------------------------------- |
| Lâu đài Monteagudo                                         | Di tích Kiến trúc quân sự Lâu đài                                                         | Murcia Monteagudo (Murcia)           | 38°01′12″B 1°05′51″T / 38,020048°B 1,097399°T | RI-51-0000747       | 03-06-1931           | Castillo de Monteagudo · Upload image                                                       |
| Tòa nhà denominado " Contraste"                            | Di tích Demolido hacia 1930                                                               | Murcia Plaza de Santa Catalina       | 37°59′06″B 1°07′58″T / 37,985008°B 1,132805°T | RI-51-0000236       | 21-11-1922           | Upload image                                                                                |
| Nhà thờ Jesús                                              | Di tích                                                                                   | Murcia                               | 37°59′01″B 1°07′47″T / 37,983711°B 1,129769°T | RI-51-0001088       | 06-06-1935           | Ermita de Jesús y sus dependencias · Upload image                                           |
| Cung điện Episcopal Murcia                                 | Di tích Kiến trúc dân sự Kiến trúc: Baroque và Rococo                                     | Murcia Plaza del Cardenal Belluga, 1 | 37°59′01″B 1°07′46″T / 37,98368°B 1,129571°T  | RI-51-0007262       | 12-03-1992           | Palacio del Obispo · Upload image                                                           |
| Lưu trữ lịch sử Provincial (Murcia)                        | Archivo histórico                                                                         | Murcia                               |                                               | RI-AR-0000039       | 10-11-1997           | Upload image                                                                                |
| Thư viện Pública Estado (Murcia)                           | Biblioteca                                                                                | Murcia                               |                                               | RI-BI-0000022       | 25-06-1985           | Upload image                                                                                |
| Consejo Hombres Buenos                                     | Địa điểm lịch sử                                                                          | Murcia                               |                                               | RI-54-0000252       | 18-07-2008           | Upload image                                                                                |
| Monteagudo-Cabezo Tháp                                     | Địa điểm lịch sử                                                                          | Murcia Monteagudo                    |                                               | RI-54-0000088       | 16-04-2004           | Upload image                                                                                |
| Tháp Bojal                                                 | Di tích                                                                                   | Murcia                               |                                               | RI-51-0012260       | 25-06-1985           | Upload image                                                                                |
| Quần thể Histórico Artístico varios sectores Ciudad Murcia | Khu phức hợp lịch sử                                                                      | Murcia                               |                                               | RI-53-0000200       | 06-02-1976           | Conjunto Histórico Artístico varios sectores de la Ciudad de Murcia · Upload image          |
| Merino, Tháp Arráez                                        | Di tích                                                                                   | Murcia                               |                                               | RI-51-0012261       | 25-06-1985           | Upload image                                                                                |
| Lâu đài Portazgo (Recinto Inferior)                        | Di tích                                                                                   | Murcia                               |                                               | RI-51-0010055       | 07-08-1997           | Upload image                                                                                |
| Lâu đài Portazgo (Recinto superior)                        | Di tích                                                                                   | Murcia                               |                                               | RI-51-0010056       | 07-08-1997           | Upload image                                                                                |
| Lâu đài Puerto Cadena, Asomada hay Morrón                  | Di tích                                                                                   | Murcia                               | 37°54′05″B 1°09′04″T / 37,901318°B 1,151082°T | RI-51-0010057       | 07-08-1997           | Upload image                                                                                |
| Lâu đài Santa Catalina Monte hay Luz                       | Di tích                                                                                   | Murcia La Alberca                    | 37°55′59″B 1°07′28″T / 37,93308°B 1,12438°T   | RI-51-0010058       | 07-08-1997           | Castillo de Santa Catalina del Monte o de la Luz · Upload image                             |
| Lâu đài Alquerías, Tabala hay Castelar                     | Di tích                                                                                   | Murcia                               | 37°59′52″B 1°01′04″T / 37,99767°B 1,01772°T   | RI-51-0010060       | 07-08-1997           | Upload image                                                                                |
| Lâu đài Cabezo Moro                                        | Di tích                                                                                   | Murcia                               |                                               | RI-51-0010061       | 07-08-1997           | Upload image                                                                                |
| Lâu đài Larache                                            | Di tích                                                                                   | Murcia Cabezo de Torres              | 38°01′38″B 1°06′34″T / 38,027159°B 1,109422°T | RI-51-0010062       | 07-08-1997           | Upload image                                                                                |
| Capilla Velez hay San Lucas Catedral                       | Di tích                                                                                   | Murcia                               | 37°59′03″B 1°07′41″T / 37,984031°B 1,128192°T | RI-51-0000328       | 28-03-1928           | Capilla de los Velez o de San Lucas de la Catedral · Upload image                           |
| Nhà thờ chính tòa Murcia                                   | Di tích                                                                                   | Murcia                               | 37°59′02″B 1°07′45″T / 37,983975°B 1,129065°T | RI-51-0000743       | 03-06-1931           | Iglesia Catedral de Santa María (Murcia) · Upload image                                     |
| Baño Árabe ở Calle Madre Dios, 15                          | Di tích Demolido hacia 1953                                                               | Murcia                               |                                               | RI-51-0000744       | 03-06-1931           | Upload image                                                                                |
| Castillejo Monteagudo (Lâu đài Lareche)                    | Di tích                                                                                   | Murcia Monteagudo (Murcia)           |                                               | RI-51-0000748       | 03-06-1931           | Upload image                                                                                |
| Cung điện San Esteban (Murcia)                             | Di tích                                                                                   | Murcia                               | 37°59′16″B 1°08′01″T / 37,987821°B 1,133523°T | RI-51-0000745       | 03-06-1931           | Iglesia de San Esteban, llamada de la Compañía · Upload image                               |
| Ruinas romanas Alberca ("Martyrium")                       | Di tích                                                                                   | Murcia La Alberca                    | 37°56′16″B 1°08′29″T / 37,937756°B 1,141388°T | RI-51-0000754       | 03-06-1931           | Upload image                                                                                |
| Bảo tàng Arqueología Murcia                                | Di tích                                                                                   | Murcia                               | 37°59′23″B 1°07′50″T / 37,989707°B 1,130534°T | RI-51-0001387       | 01-03-1962           | Museo Arqueológico Provincial (Murcia) · Upload image                                       |
| Bảo tàng Bellas Artes Murcia                               | Di tích                                                                                   | Murcia                               | 37°59′13″B 1°07′26″T / 37,986846°B 1,123975°T | RI-51-0001388       | 01-03-1962           | Museo Provincial de Bellas Artes (Murcia) · Upload image                                    |
| Bảo tàng Salzillo                                          | Di tích                                                                                   | Murcia                               | 37°59′11″B 1°08′17″T / 37,986443°B 1,138185°T | RI-51-0001389       | 01-03-1962           | Museo Salzillo · Upload image                                                               |
| Nhà thờ San Nicolás Bari (Murcia)                          | Di tích                                                                                   | Murcia                               | 37°59′09″B 1°08′06″T / 37,985879°B 1,134875°T | RI-51-0003877       | 16-03-1972           | Iglesia de San Nicolás de Bari (Murcia) · Upload image                                      |
| Nhà Díaz-Cassou                                            | Di tích                                                                                   | Murcia                               | 37°59′13″B 1°08′07″T / 37,986938°B 1,135178°T | RI-51-0005433       | 08-06-1990           | Casa Díaz Cassou · Upload image                                                             |
| Fábrica Harinas "Constancia"                               | Di tích                                                                                   | Murcia                               | 37°58′54″B 1°07′48″T / 37,981736°B 1,129896°T | RI-51-0007022       | 21-05-1992           | Fábrica de Harinas "La Constancia" · Upload image                                           |
| Nhà thờ Santa Catalina (Murcia)                            | Di tích                                                                                   | Murcia                               |                                               | RI-51-0007377       | 15-12-2006           | Upload image                                                                                |
| Cung điện Vinader                                          | Di tích                                                                                   | Murcia                               |                                               | RI-51-0006940       | 23-03-1990           | Upload image                                                                                |
| Teatro Romea (Murcia)                                      | Di tích                                                                                   | Murcia                               | 37°59′14″B 1°07′50″T / 37,987124°B 1,130638°T | RI-51-0006974       | 31-08-1990           | Teatro Romea · Upload image                                                                 |
| Nhà hoang Santiago (Nhà thờ Santiago)                      | Di tích con Artesonado Mudéjar                                                            | Murcia Calle Pasos de Santiago       | 37°59′21″B 1°08′08″T / 37,989038°B 1,135527°T | RI-51-0001171       | 05-07-1945           | Ermita de Santiago · Upload image                                                           |
| Basilica Paleocristiana                                    | Di tích                                                                                   | Murcia Algezares                     | 37°56′48″B 1°06′19″T / 37,946541°B 1,105285°T | RI-51-0004347       | 16-03-1979           | Upload image                                                                                |
| Rueda Huerta ở Ñora                                        | Di tích                                                                                   | Murcia La Ñora                       | 37°59′10″B 1°11′38″T / 37,986043°B 1,193861°T | RI-51-0004747       | 12-11-1982           | La Rueda de la Huerta en la Ñora · Upload image                                             |
| Mộ Nuestra Señora Fuensanta (Murcia)                       | Di tích                                                                                   | Murcia Algezares                     | 37°56′15″B 1°07′06″T / 37,937507°B 1,118323°T | RI-51-0004903       | 22-06-1983           | Santuario de la Fuensanta · Upload image                                                    |
| Nhà thờ San Juan Bautista (Murcia)                         | Di tích                                                                                   | Murcia                               | 37°58′59″B 1°07′33″T / 37,983112°B 1,125857°T | RI-51-0004820       | 02-03-1983           | Iglesia Parroquial de San Juan Bautista (Murcia) · Upload image                             |
| Hospicio - Inclusa Santa Florentina                        | Di tích                                                                                   | Murcia                               | 37°59′12″B 1°08′08″T / 37,986773°B 1,135689°T | RI-51-0004319       | 15-12-1978           | Hospicio - Inclusa de Santa Florentina · Upload image                                       |
| Contraparada                                               | Di tích                                                                                   | Murcia                               | 37°59′43″B 1°13′05″T / 37,9953°B 1,218008°T   | RI-51-0004697       | 10-09-1982           | Presa del Río Segura denominada Azud de la Contraparada · Upload image                      |
| Tu viện Santo Domingo và Capilla Rosario                   | Di tích                                                                                   | Murcia                               | 37°59′14″B 1°07′47″T / 37,987314°B 1,129779°T | RI-51-0004598       | 26-02-1982           | Iglesia de Santo Domingo, Capilla del Rosario y Arco de Santo Domingo · Upload image        |
| Bảo tàng Nhà thờ San Juan Dios                             | Di tích                                                                                   | Murcia                               | 37°59′00″B 1°07′41″T / 37,983231°B 1,128116°T | RI-51-0004429       | 26-09-1980           | Iglesia de San Juan de Dios · Upload image                                                  |
| Nhà thờ Parroquial Nuestra Señora Loreto                   | Di tích Kiến trúc tôn giáo Kiến trúc: Kiến trúc Phục Hưng và Baroque Thời gian: Thế kỷ 16 | Murcia Algezares                     | 37°56′41″B 1°06′38″T / 37,944665°B 1,110687°T | RI-51-0009086       | 28-04-1995           | Iglesia Parroquial de Nuestra Señora de Loreto · Upload image                               |
| Tu viện Agustinas Corpus Christi                           | Di tích                                                                                   | Murcia                               | 37°59′17″B 1°08′17″T / 37,987993°B 1,138072°T | RI-51-0004490       | 10-04-1981           | Convento Iglesia y Huerto Monacal de las Monjas Agustinas del Corpus Christi · Upload image |
| Casino Murcia                                              | Di tích                                                                                   | Murcia                               | 37°59′08″B 1°07′45″T / 37,985423°B 1,129032°T | RI-51-0004787       | 19-01-1983           | Edificio del Casino · Upload image                                                          |
| Tu viện Jerónimos San Pedro Ñora                           | Di tích                                                                                   | Murcia La Ñora                       |                                               | RI-51-0004462       | 23-01-1981           | Upload image                                                                                |
| Tu viện Santa Clara Real (Murcia)                          | Di tích                                                                                   | Murcia                               | 37°59′17″B 1°07′49″T / 37,987924°B 1,130242°T | RI-51-0004527       | 30-10-1981           | Monasterio. Real Monasterio de Santa Clara · Upload image                                   |
| Nhà thờ conventual Merced (Murcia)                         | Di tích                                                                                   | Murcia                               | 37°59′15″B 1°07′37″T / 37,987446°B 1,126921°T | RI-51-0004475       | 06-03-1981           | Iglesia de la Merced y Convento de los Padres Franciscanos · Upload image                   |
| Nhà thờ San Bartolomé (Murcia)                             | Di tích                                                                                   | Murcia                               | 37°59′07″B 1°07′51″T / 37,985361°B 1,130809°T | RI-51-0004851       | 13-04-1983           | Iglesia de San Bartolomé - Santa María · Upload image                                       |
| Nhà thờ San Lorenzo (Murcia)                               | Di tích                                                                                   | Murcia                               | 37°59′11″B 1°07′39″T / 37,986336°B 1,127559°T | RI-51-0004444       | 04-12-1980           | Iglesia de San Lorenzo (Murcia) · Upload image                                              |
| Nhà thờ Santa Eulalia (Murcia)                             | Di tích                                                                                   | Murcia                               | 37°59′06″B 1°07′29″T / 37,985095°B 1,124802°T | RI-51-0004569       | 15-01-1982           | Iglesia Parroquial de Santa Eulalia y Capilla de San José · Upload image                    |
| Paseo Malecón                                              | Di tích                                                                                   | Murcia                               | 37°58′58″B 1°08′04″T / 37,982655°B 1,134489°T | RI-51-0004637       | 30-04-1982           | Paseo del Malecón · Upload image                                                            |
| Khu vực Khảo cổ Cobatillas Vieja                           | Khu khảo cổ                                                                               | Murcia Cobatillas                    |                                               | RI-55-0000174       | 09-03-2000           | Upload image                                                                                |
|                                                            | Di tích                                                                                   | Murcia Zarandona                     |                                               | RI-51-0010540       | 21-06-2000           | Upload image                                                                                |